# Táo na Bắc Bộ
Paliurus hirsutus là một loài thực vật có hoa trong họ Táo. Loài này được Hemsl. mô tả khoa học đầu tiên năm 1894.